# Discographie de Fleetwood Mac
Cet article présente la discographie du groupe de blues rock/pop rock anglo-américain Fleetwood Mac. Fleetwood Mac a enregistré dix-sept albums studios, six albums live, treize compilations, un EP et cinquante et un singles.

## Présentation
La carrière discographique de Fleetwood Mac démarra fin 1967 avec la sortie du single I Believe My Time Ain’t Long alors que le groupe s’appelait encore Peter Green’s Fleetwood Mac. Ce single sera suivi du premier album simplement intitulé Fleetwood Mac qui sortira en février 1968 sur le label Blue Horizon et qui atteindra la 4e place dans les classements britanniques. Après la sortie de cet album le groupe s’appellera définitivement Fleetwood Mac et atteindra sa première place dans les classements musicaux britanniques et néerlandais avec le single Albatross. La période British Blues s’achève en 1970 avec le départ de Peter Green et le groupe entre alors dans une période de transition musicale qui mêlera le rock, le blues-rock et une musique plus pop. Christine McVie rejoindra le groupe en 1971 et la formation connaitra de nombreux changements de musiciens jusqu'en 1975, année pendant laquelle Lindsey Buckingham et Stevie Nicks rejoindront le groupe désormais installé en Californie.
Le succès du groupe décollera avec l'album Fleetwood Mac sorti en 1975 et premier album du groupe à atteindre la première place du Billboard 200 américain. Le suivant Rumours, sorti en 1977, est la plus grande vente du groupe, dépassant les vingt millions d'albums vendus rien qu'aux États-Unis. Le groupe continue à sortir régulièrement des albums studios jusqu'en 1990. Depuis cette année là, seuls deux albums studios verront le jour, Time en 1995 et Say You Will en 2003.
En France, Rumours a été certifié disque de platine pour plus de 300 000 albums vendus, mais l'album le mieux classé sera Tusk qui a atteint la 3e place en 1979.
Le batteur Mick Fleetwood et le bassiste John McVie sont les deux seuls musiciens qui jouent sur tous les enregistrements du groupe.

## Différentes formations du groupe
| Fleetwood Mac 1 - Mick Fleetwood : batterie - John McVie : basse - Peter Green : guitares, chant, harmonica - Jeremy Spencer : guitares, chant Fleetwood Mac 2 - Mick Fleetwood : batterie - John McVie : basse - Peter Green : guitares, chant - Danny Kirwan : guitars, chant Fleetwood Mac 3 - Mick Fleetwood : batterie - John McVie : basse - Jeremy Spencer : guitares, chant - Danny Kirwan : guitares, chant Fleetwood Mac 4 - Mick Fleetwood : batterie - John McVie : basse - Christine McVie : claviers, chant - Bob Welch : guitares, chant - Danny Kirwan : guitares, chant Fleetwood Mac 5 - Mick Fleetwood : batterie - John McVie : basse - Christine McVie : claviers, chant - Bob Welch : guitares, chant - Dave Walker : chant, harmonica - Bob Weston : guitares, harmonica Fleetwood Mac 6 - Mick Fleetwood : batterie - John McVie : basse - Christine McVie : claviers, chant - Bob Welch : guitares, chant - Bob Weston : guitares, harmonica | Fleetwood Mac 7 - Mick Fleetwood : batterie - John McVie : basse - Christine McVie : claviers, chant - Bob Welch : guitares, chant Fleetwood Mac 8 - Mick Fleetwood : batterie - John McVie : basse - Christine McVie : claviers, chant - Lindsey Buckingham : guitares, chant - Stevie Nicks : chant Fleetwood Mac 9 - Mick Fleetwood : batterie - John McVie : basse - Christine McVie : claviers, chant - Stevie Nicks : chant - Billy Burnette : guitares, chant - Rick Vito : guitares, chant Fleetwood Mac 10 - Mick Fleetwood : batterie - John McVie : basse - Christine McVie : claviers, chant - Bekka Bramlett : chant - Billy Burnette : guitares, chant - Dave Mason : guitares, chant Fleetwood Mac 11 - Mick Fleetwood : batterie - John McVie : basse - Lindsey Buckingham : guitares, chant - Stevie Nicks : chant - Christine McVie (invitée) : claviers, chant |

## Albums

### Albums studios
| Album | Classements | Classements | Classements | Classements | Classements | Classements | Classements | Classements | Classements | Classements | Classements | Classements | Certifications                                                                                       |
| Album | [ 2 ]       | [ 3 ]       | [ 4 ]       | [ 5 ]       | (V)/(W) ,   | [ 8 ]       | ,           | [ 11 ]      | [ 12 ]      | [ 13 ]      | [ 14 ]      | [ 15 ]      | Certifications                                                                                       |
| --- | ----------- | ----------- | ----------- | ----------- | ----------- | ----------- | ----------- | ----------- | ----------- | ----------- | ----------- | ----------- | --- |
| Fleetwood Mac - Sortie : 24 février 1968 - Label : Blue Horizon - Formation : Fleetwood Mac 1                | 198         | 4           | —           | —           | —/—         | —           | 3           | —           | —           | —           | —           | —           | — |
| Mr. Wonderful - Sortie : 23 août 1968 - Label : Blue Horizon - Formation : Fleetwood Mac 1                   | —           | 10          | —           | —           | —/—         | —           | 8           | 8           | —           | —           | —           | —           | — |
| Then Play On - Sortie : 19 septembre 1969 - Label : Reprise Records - Formation : Fleetwood Mac 2            | 109         | 6           | 90          | —           | —/—         | —           | —           | 8           | —           | —           | —           | —           | — |
| Kiln House - Sortie : 18 septembre 1970 - Label : Reprise Records - Formation : Fleetwood Mac 3              | 69          | 39          | —           | —           | —/—         | 67          | —           | —           | —           | —           | —           | —           | — |
| Future Games - Sortie : 3 septembre 1971 - Label : Reprise Records - Formation : Fleetwood Mac 4             | 91          | —           | —           | —           | —/—         | —           | —           | —           | —           | —           | —           | —           | Or                                                                                                   |
| Bare Trees - Sortie : mars 1972 - Label : Reprise Records - Formation : Fleetwood Mac 4                      | 70          | —           | —           | —           | —/—         | —           | —           | —           | —           | —           | —           | —           | Platine                                                                                              |
| Penguin - Sortie : mars 1973 - Label : Reprise Records - Formation : Fleetwood Mac 5                         | 49          | —           | —           | —           | —/—         | 53          | —           | —           | —           | —           | —           | —           | — |
| Mystery to Me - Sortie : 15 octobre 1973 - Label : Reprise Records - Formation : Fleetwood Mac 6             | 67          | —           | —           | —           | —/—         | 82          | —           | —           | —           | —           | —           | —           | Or                                                                                                   |
| Heroes Are Hard to Find - Sortie : 13 septembre 1974 - Label : Reprise Records - Formation : Fleetwood Mac 7 | 34          | —           | —           | —           | —/—         | 46          | —           | —           | —           | —           | —           | —           | — |
| Fleetwood Mac - Sortie : 11 juillet 1975 - Label : Reprise Records - Formation : Fleetwood Mac 8             | 1           | 23          | 47          | —           | 94/157      | 3           | —           | —           | 4           | 86          | —           | —           | Platine · 9 × Platine · Or                                                                           |
| Rumours - Sortie : 4 février 1977 - Label : Warner Records - Formation : Fleetwood Mac 8                     | 1           | 1           | 6           | 2           | 18/62       | 1           | 13          | 17          | 1           | 1           | 18          | 6           | 5 × Or · 13 × Platine · 2 × Diamant · 21 × Platine · Platine · 13 × Platine · Platine · 14 × Platine |
| Tusk - Sortie : 12 octobre 1979 - Label : Warner Records - Formation : Fleetwood Mac 8                       | 4           | 1           | 3           | —           | —/—         | 11          | 3           | 6           | 1           | 3           | 8           | 7           | · Or · 2 × Platine · Platine · Platine · Platine                                                     |
| Mirage - Sortie : 18 juin 1982 - Label : Warner Records - Formation : Fleetwood Mac 8                        | 1           | 5           | 12          | —           | 71/85       | 5           | 11          | 2           | 13          | 6           | 10          | 5           | Or · Platine · 2 × Platine · Or · Platine ·                                                          |
| Tango in the Night - Sortie : 13 avril 1987 - Label : Warner Records - Formation : Fleetwood Mac 8           | 7           | 1           | 2           | —           | 44/62       | 6           | 25          | 10          | 9           | 2           | 1           | 7           | 2 × Platine · 5 × Platine · 3 × Platine · Platine · Platine · 8 × Platine · Platine                  |
| Behind the Mask - Sortie : 9 avril 1990 - Label : Warner Records - Formation : Fleetwood Mac 9               | 18          | 1           | 4           | 9           | —/—         | 14          | 36          | 4           | 9           | 8           | 4           | 9           | Or · Or · Or · Platine · Or                                                                          |
| Time - Sortie : 10 octobre 1995 - Label : Warner Records - Formation : Fleetwood Mac 10                      | —           | 47          | 92          | —           | —/—         | —           | —           | —           | —           | 59          | —           | —           | — |
| Say You Will - Sortie : 15 avril 2003 - Label : Warner Records - Formation : Fleetwood Mac 11                | 3           | 6           | 10          | 24          | —/38        | 8           | 113         | 23          | 7           | 28          | —           | 5           | Or · Or · Or · Or                                                                                    |
| "—" indique que l'album n'entra pas dans les classements musicaux de ces pays.                               |             |             |             |             |             |             |             |             |             |             |             |             | |

### Albums en public
| Live - Sortie : 8 décembre 1980 - Enregistré : entre 1977 et 1980 - Label : Warner Records - Formation : Fleetwood Mac 8                  | 14 | 31 | 51 | — | —/—  | —  | —  | 37 | 13 | 50 | Or · Or                                             |
| Live in Boston - Sortie : février 1985 - Enregistré : en 1970 - Label : Shanghai Records - Formation : Fleetwood Mac 1&2                  | —  | —  | —  | — | —/—  | —  | —  | —  | —  | —  | —                                                   |
| Live at the BBC - Sortie : février 1995 - Enregistré : entre 1967 et 1971 - Formation : Fleetwood Mac 1&2 - Label : Castle Communications | —  | 48 | —  | — | —/—  | —  | —  | —  | —  | —  | —                                                   |
| The Dance - Sortie : 19 août 1997 - Enregistré : 23 mai 1997 - Label : Reprise Records - Formation : Fleetwood Mac 8                      | 1  | 15 | 20 | 4 | 37/— | 19 | 33 | 12 | 4  | 39 | Platine · Platine · 5 × Platine · Platine · Platine |
| Live in Boston - Sortie : février 1985 - Enregistré : 23 & 24 septembre 2003 - Label : Warner Music Vision - Formation : Fleetwood Mac 8  | 84 | —  | —  | — | —/—  | —  | —  | —  | —  | —  |                                                     |
| In Concert - Sortie : 4 mars 2016 - Enregistré : entre 1979 et 1980 - Label : Warner Records - Formation : Fleetwood Mac 8                | —  | —  | —  | — | —/—  | —  | —  | —  | —  | —  |                                                     |
| "—" indique que l'album n'entra pas dans les classements musicaux de ces pays.                                                            |    |    |    |   |      |    |    |    |    |    |                                                     |

Notes
- Ceci n'est qu'une partie des albums enregistrés en public. De nombreux albums enregistrés lors de la période "blues" du groupe sont sortis sous forme d'archives par divers labels[45].

### Compilations
| Album                                                                                        | Classements | Classements | Classements | Classements | Classements | Classements | Classements | Classements | Classements | Classements | Classements | Classements | Certifications                                                                           |
| Album                                                                                        | [ 2 ]       | [ 3 ]       | [ 4 ]       | [ 5 ]       | (V)/(W) ,   | [ 46 ]      | [ 10 ]      | [ 11 ]      | [ 12 ]      | [ 13 ]      | [ 14 ]      | [ 47 ]      | Certifications                                                                           |
| -------------------------------------------------------------------------------------------- | ----------- | ----------- | ----------- | ----------- | ----------- | ----------- | ----------- | ----------- | ----------- | ----------- | ----------- | ----------- | ---------------------------------------------------------------------------------------- |
| English Rose - Sortie : janvier 1969 - Label : Epic Records                                  | 184         | —           | —           | —           | —/—         | —           | —           | —           | —           | —           | —           | —           | —                                                                                        |
| The Pious Bird of Good Omen - Sortie: 15 août 1969 - Label: Blue Horizon                     | —           | 18          | —           | —           | —/—         | —           | —           | —           | —           | —           | —           | —           | —                                                                                        |
| Black Magic Woman - Sortie : 1971 - Label : Epic records                                     | 143         | —           | —           | —           | —/—         | —           | —           | —           | —           | —           | —           | —           | —                                                                                        |
| The Original Fleetwood Mac - Sortie : mai 1971 - Label : Blue Horizon                        | —           | 3           | —           | —           | —/—         | —           | —           | —           | —           | —           | —           | —           | —                                                                                        |
| Greatest Hits - Sortie : novembre 1971 - Label : CBS Records                                 | —           | —           | —           | —           | —/—         | —           | —           | —           | —           | —           | —           | —           | —                                                                                        |
| Vintage years - Sortie : mars 1975 - Label : CBS Records                                     | 138         | —           | —           | —           | —/—         | —           | —           | —           | —           | —           | —           | —           | —                                                                                        |
| The Collection - Sortie : 9 juin 1987 - Label : CBS Records                                  | —           | —           | —           | —           | —/—         | —           | —           | —           | —           | —           | —           | —           | Argent                                                                                   |
| Greatest Hits - Sortie : 15 novembre 1988 - Label : Warner Records                           | 14          | 3           | 9           | 3           | 17/178      | 54          | 16          | 11          | 1           | 1           | 15          | 18          | Platine · 9 × Platine · 8 × Platine · 2 × Or · 11 × Platine · Platine · Or · 3 × Platine |
| 25 Years - the Chain - Sortie : 24 novembre 1992 - Label : Warner Records                    | —           | 9           | 86          | 2           | 103/—       | —           | —           | —           | 1           | 95          | —           | —           | 2 × Platine · 2 × Platine · Argent                                                       |
| The Very Best of Fleetwood Mac - Sortie : 12 octobre 2002 - Label Reprise Records            | 12          | 6           | 31          | 11          | 39/—        | 21          | 15          | 27          | 5           | 75          | 18          | —           | 8 × Platine · Platine · 4 × Platine · 7 × Platine · Or · 6 × Platine                     |
| The Best of Peter Green's Fleetwood Mac - Sortie: 11 novembre 2002 - Label: CBS/Blue Horizon | —           | 129         | —           | —           | —/—         | —           | —           | —           | —           | —           | —           | —           | Or                                                                                       |
| Opus Collection - Sortie: août 2013 - Label: Rhino Custom Products                           | 72          | —           | —           | —           | —/—         | —           | —           | —           | —           | —           | —           | —           | —                                                                                        |
| 50 Years - Don't Stop - Sortie: 16 novembre 2018 - Label: Rhino Entertainment                | 65          | 5           | —           | 7           | 16/109      | 81          | —           | —           | 29          | 53          | —           | —           | Platine                                                                                  |
| 1969 to 1974 - Sortie: 2020 - Label: Reprise records                                         | —           | —           | 56          | —           | 176/—       | —           | —           | —           | —           | —           | —           | —           | —                                                                                        |
| "—" indique que l'album n'entra pas dans les classements musicaux de ces pays.               |             |             |             |             |             |             |             |             |             |             |             |             |                                                                                          |

Notes
- Ceci n'est qu'une partie des compilations consacrées au groupe, principalement celles qui se sont classées dans les charts ou ont obtenu une certification. De nombreuses compilations (113) furent publiées par divers labels[61].

### Extended Play (EP)
| Extended Play - Sortie: mai 2013 - Label: LMJS Productions, LLC - Formation: Fleetwood Mac 8        | 48 | — | — |
| "—" indique que l'EP n'entra pas dans les classements musicaux ou ne fut pas réalisé dans ces pays. |    |   |   |

## Singles

### Singles de 1967 - 1970
| Titre | Année | Position dans les classements | Position dans les classements | Position dans les classements | Position dans les classements | Position dans les classements | Position dans les classements | Position dans les classements | Position dans les classements | Position dans les classements | Certifications | Album            |
| Titre | Année | USA                           | R-U                           | ALL                           | BE (V)/(W) ,                  | CAN                           | FRA                           | NOR                           | P-B                           | SUI                           | Certifications | Album            |
| --- | ----- | ----------------------------- | ----------------------------- | ----------------------------- | ----------------------------- | ----------------------------- | ----------------------------- | ----------------------------- | ----------------------------- | ----------------------------- | -------------- | ---------------- |
| I Believe My Time Ain't Long                                                                             | 1967  | —                             | —                             | —                             | —/—                           | —                             | —                             | —                             | —                             | —                             | —              | Non-album single |
| Shake Your Moneymaker                                                                                    | 1968  | —                             | —                             | —                             | —/—                           | —                             | —                             | —                             | —                             | —                             | —              | Fleetwood Mac    |
| Black Magic Woman                                                                                        | 1968  | —                             | 37                            | —                             | —/—                           | —                             | —                             | —                             | —                             | —                             | —              | Non-album single |
| Need Your Love So Bad                                                                                    | 1968  | —                             | 31                            | —                             | —/—                           | —                             | 94                            | —                             | —                             | —                             | —              | Non-album single |
| Albatross                                                                                                | 1968  | —                             | 1                             | 19                            | 19/35                         | 45                            | 83                            | 2                             | 1                             | 4                             | Argent         | Non-album single |
| Man of the World                                                                                         | 1969  | —                             | 2                             | 23                            | —/—                           | —                             | —                             | 4                             | 13                            | —                             | —              | Non-album single |
| Oh Well                                                                                                  | 1969  | 55                            | 2                             | 5                             | 5/3                           | 54                            | 8                             | 3                             | 1                             | 6                             | —              | Non-album single |
| Rattlesnake Shake                                                                                        | 1969  | —                             | —                             | —                             | —/—                           | —                             | —                             | —                             | —                             | —                             | —              | Then Play On     |
| The Green Manalishi (With the Two Prong Crown)                                                           | 1970  | —                             | 10                            | 16                            | —/44                          | —                             | —                             | —                             | 6                             | —                             | —              | Non-album single |
| "—" indique que le single n'entra pas dans les classements musicaux ou ne fut pas réalisé dans ces pays. |       |                               |                               |                               |                               |                               |                               |                               |                               |                               |                |                  |

### Singles de 1971 - 1980
| Titre | Année | Position dans les classements | Position dans les classements | Position dans les classements | Position dans les classements | Position dans les classements | Position dans les classements | Position dans les classements | Position dans les classements | Position dans les classements | Position dans les classements | Certifications | Album                   |
| Titre | Année | USA                           | R-U                           | ALL                           | AUS                           | BE (V)/(W) ,                  | CAN                           | FRA                           | N-Z                           | P-B                           | SUI                           | Certifications | Album                   |
| --- | ----- | ----------------------------- | ----------------------------- | ----------------------------- | ----------------------------- | ----------------------------- | ----------------------------- | ----------------------------- | ----------------------------- | ----------------------------- | ----------------------------- | -------------- | ----------------------- |
| Dragonfly                                                                                                | 1971  | —                             | —                             | —                             | —                             | —/—                           | —                             | —                             | —                             | —                             | —                             | —              | Non-album single        |
| Tell Me All the Things You Do                                                                            | 1971  | —                             | —                             | —                             | —                             | —/—                           | —                             | —                             | —                             | —                             | —                             | —              | Kiln House              |
| Jewel Eyed Judy                                                                                          | 1971  | —                             | —                             | —                             | —                             | —/—                           | —                             | —                             | —                             | —                             | —                             | —              | Kiln House              |
| Sands of Time                                                                                            | 1971  | —                             | —                             | —                             | —                             | —/—                           | —                             | —                             | —                             | —                             | —                             | —              | Future Games            |
| Sentimental Lady                                                                                         | 1972  | —                             | —                             | —                             | —                             | —/—                           | —                             | —                             | —                             | —                             | —                             | —              | Bare Trees              |
| Did You Ever Love Me                                                                                     | 1973  | —                             | —                             | —                             | —                             | —/—                           | —                             | —                             | —                             | —                             | —                             | —              | Penguin                 |
| Remember Me                                                                                              | 1973  | —                             | —                             | —                             | —                             | —/—                           | —                             | —                             | —                             | —                             | —                             | —              | Penguin                 |
| For Your Love                                                                                            | 1973  | —                             | —                             | —                             | —                             | —/—                           | —                             | —                             | —                             | —                             | —                             | —              | Mystery to Me           |
| Heroes Are Hard to Find                                                                                  | 1974  | —                             | —                             | —                             | —                             | —/—                           | —                             | —                             | —                             | —                             | —                             | —              | Heroes Are Hard to Find |
| Warm Ways                                                                                                | 1975  | —                             | —                             | —                             | —                             | —/—                           | —                             | —                             | —                             | —                             | —                             | —              | Fleetwood Mac           |
| Over My Head                                                                                             | 1975  | 20                            | —                             | —                             | —                             | —/—                           | 9                             | —                             | —                             | —                             | —                             | —              | Fleetwood Mac           |
| Rhiannon                                                                                                 | 1976  | 11                            | 46                            | —                             | —                             | —/43                          | 4                             | —                             | —                             | 16                            | —                             | Argent         | Fleetwood Mac           |
| Say You Love Me                                                                                          | 1976  | 11                            | 40                            | —                             | —                             | —/—                           | 29                            | —                             | —                             | —                             | —                             | —              | Fleetwood Mac           |
| Go Your Own Way                                                                                          | 1976  | 10                            | 38                            | 11                            | —                             | 1/9                           | 11                            | 61                            | 23                            | 1                             | —                             | 2 × Platine    | Fleetwood Mac           |
| Dreams                                                                                                   | 1977  | 1                             | 24                            | 33                            | 14                            | 22/25                         | 1                             | 59                            | 6                             | 8                             | 30                            | Platine · Or   | Rumours                 |
| Don't Stop                                                                                               | 1977  | 3                             | 32                            | 41                            | —                             | 6/18                          | 1                             | 52                            | —                             | 4                             | —                             | Or             | Rumours                 |
| You Make Loving Fun                                                                                      | 1977  | 9                             | 45                            | —                             | —                             | —/—                           | 7                             | —                             | 26                            | 22                            | —                             | Argent         | Rumours                 |
| Tusk | 1979  | 8                             | 6                             | 7                             | —                             | —/—                           | 5                             | 38                            | 4                             | 10                            | —                             | Argent         | Tusk                    |
| Sara | 1979  | 7                             | 37                            | 44                            | —                             | —/—                           | 12                            | 26                            | 12                            | 14                            | —                             | —              | Tusk                    |
| Not That Funny                                                                                           | 1980  | —                             | —                             | —                             | —                             | —/—                           | —                             | —                             | —                             | —                             | —                             | —              | Tusk                    |
| Think About Me                                                                                           | 1980  | 20                            | —                             | —                             | —                             | —/—                           | 24                            | —                             | —                             | —                             | —                             | —              | Tusk                    |
| Sister of the Moon                                                                                       | 1980  | 86                            | —                             | —                             | —                             | —/—                           | —                             | 45                            | —                             | —                             | —                             | —              | Tusk                    |
| Angel | 1980  | —                             | —                             | —                             | —                             | —/—                           | —                             | —                             | —                             | —                             | —                             | —              | Tusk                    |
| "—" indique que le single n'entra pas dans les classements musicaux ou ne fut pas réalisé dans ces pays. |       |                               |                               |                               |                               |                               |                               |                               |                               |                               |                               |                |                         |

### Singles de 1981 - 1990
| Titre | Année | Position dans les classements | Position dans les classements | Position dans les classements | Position dans les classements | Position dans les classements | Position dans les classements | Position dans les classements | Position dans les classements | Position dans les classements | Position dans les classements | Certifications | Album              |
| Titre | Année | USA                           | R-U                           | ALL                           | AUS                           | BE (V)                        | CAN                           | FRA                           | N-Z                           | P-B                           | SUI                           | Certifications | Album              |
| --- | ----- | ----------------------------- | ----------------------------- | ----------------------------- | ----------------------------- | ----------------------------- | ----------------------------- | ----------------------------- | ----------------------------- | ----------------------------- | ----------------------------- | -------------- | ------------------ |
| Fireflies                                                                                                | 1981  | 60                            | —                             | —                             | —                             | —                             | —                             | —                             | —                             | —                             | —                             | —              | Live               |
| The Farmer's Daughter                                                                                    | 1981  | —                             | —                             | —                             | —                             | —                             | —                             | —                             | —                             | —                             | —                             | —              | Live               |
| Hold Me                                                                                                  | 1982  | 4                             | —                             | 64                            | —                             | 14                            | 9                             | 15                            | 45                            | 25                            | —                             | —              | Mirage             |
| Gypsy | 1982  | 4                             | —                             | 35                            | —                             | —                             | 16                            | —                             | —                             | 42                            | —                             | Argent         | Mirage             |
| Love in Store                                                                                            | 1982  | 22                            | —                             | —                             | —                             | —                             | —                             | —                             | —                             | —                             | —                             | —              | Mirage             |
| Oh Diane                                                                                                 | 1982  | —                             | 9                             | 46                            | —                             | —                             | —                             | —                             | —                             | —                             | —                             | —              | Mirage             |
| Can't Go Back                                                                                            | 1982  | —                             | 83                            | —                             | —                             | —                             | —                             | —                             | —                             | —                             | —                             | —              | Mirage             |
| Big Love                                                                                                 | 1987  | 5                             | 9                             | 17                            | —                             | 8                             | 12                            | 67                            | 29                            | 8                             | —                             | Argent         | Tango in the Night |
| Seven Wonders                                                                                            | 1987  | 19                            | 56                            | 47                            | —                             | —                             | 17                            | —                             | 49                            | 28                            | —                             | Argent         | Tango in the Night |
| Little Lies                                                                                              | 1987  | 4                             | 5                             | 3                             | —                             | —                             | 13                            | 81                            | 9                             | 10                            | 3                             | Platine        | Tango in the Night |
| Family Man                                                                                               | 1987  | 90                            | 54                            | 29                            | —                             | 30                            | —                             | 81                            | —                             | 23                            | —                             | —              | Tango in the Night |
| Everywhere                                                                                               | 1987  | 14                            | 4                             | —                             | —                             | 1                             | 29                            | —                             | 43                            | 4                             | —                             | 2 × Platine    | Tango in the Night |
| Isn't It Midnight                                                                                        | 1988  | —                             | 60                            | —                             | —                             | 35                            | —                             | —                             | —                             | —                             | —                             | —              | Tango in the Night |
| As Long as You Follow                                                                                    | 1988  | 43                            | 66                            | —                             | 35                            | 17                            | 74                            | —                             | 35                            | 15                            | —                             | —              | Greatest Hits      |
| Hold On                                                                                                  | 1989  | —                             | 94                            | —                             | —                             | —                             | —                             | —                             | —                             | —                             | —                             | —              | Greatest Hits      |
| Save Me                                                                                                  | 1990  | 33                            | 53                            | 36                            | 41                            | —                             | 7                             | 75                            | 27                            | 16                            | —                             | —              | Behind the Mask    |
| In the Back of My Mind                                                                                   | 1990  | —                             | 58                            | —                             | —                             | —                             | —                             | —                             | —                             | —                             | —                             | —              | Behind the Mask    |
| Skies the Limit                                                                                          | 1990  | —                             | —                             | —                             | —                             | —                             | 31                            | —                             | —                             | 48                            | —                             | —              | Behind the Mask    |
| Love Is Dangerous                                                                                        | 1990  | —                             | —                             | —                             | —                             | —                             | —                             | —                             | —                             | —                             | —                             | —              | Behind the Mask    |
| "—" indique que le single n'entra pas dans les classements musicaux ou ne fut pas réalisé dans ces pays. |       |                               |                               |                               |                               |                               |                               |                               |                               |                               |                               |                |                    |

### Singles de 1991 à 2013
| Love Shines                                                                                              | 1992 | —  | — | 51 | —  | —  | 82  | — | 25 Years - The Chain |
| Paper Doll                                                                                               | 1992 | —  | — | —  | 10 | —  | —   | — | 25 Years - The Chain |
| I Do | 1995 | —  | — | —  | 62 | —  | —   | — | Time                 |
| Temporary One (live)                                                                                     | 1997 | —  | — | 99 | —  | —  | —   | — | The Dance            |
| The Chain (live)                                                                                         | 1997 | —  | — | —  | 51 | —  | —   | — | The Dance            |
| Silver Springs (live)                                                                                    | 1997 | —  | — | —  | 38 | —  | 96  | — | The Dance            |
| Landslide (live)                                                                                         | 1997 | 51 | — | —  | —  | —  | —   | — | The Dance            |
| Peacekeeper                                                                                              | 2003 | 80 | — | —  | —  | 31 | 100 | — | Say You Will         |
| Say You Will                                                                                             | 2003 | —  | — | —  | —  | —  | —   | — | Say You Will         |
| Sad Angel                                                                                                | 2013 | —  | — | —  | —  | —  | —   | — | Extended Play        |
| "—" indique que le single n'entra pas dans les classements musicaux ou ne fut pas réalisé dans ces pays. |      |    |   |    |    |    |     |   |                      |